# Phạm Minh Tâm
Phạm Minh Tâm (1930 – 28 tháng 12 năm 2020) là một sĩ quan cao cấp của Quân đội nhân dân Việt Nam, hàm Trung tướng, nguyên Phó tổng Thanh tra Quân đội. Ông là một trong những vị tướng chiến trường dày dặn kinh nghiệm gắn liền với chiến trường Quân khu 5 và biên giới phía bắc Việt Nam.

## Sự nghiệp

### Trước 1975
Phạm Minh Tâm tên khai sinh là Phạm Minh Cháu, sinh năm 1930 tại xã Điện Ngọc, thị xã Điện Bàn, tỉnh Quảng Nam. Ông nhập ngũ từ năm 1950 và lần lượt trải qua các vị trí từ Trung đội phó đến Đại đội trưởng thuộc Tỉnh đội Quảng Nam – Đà Nẵng và Sư đoàn 305. Sau khi tập kết ra Bắc, đến tháng 9 năm 1956, ông được cử đi học tại Trường Võ bị Trần Quốc Tuấn (nay là Trường Sĩ quan Lục quân 1). Sau khi hoàn tất việc học vào tháng 4 năm 1958, ông trở thành giáo viên chiến thuật tại Trường Quân chính Quân khu Tây Bắc. Trong 3 năm từ 1960 đến 1963, ông tiếp tục được cử đi học tại Trường Văn hóa Lạng Sơn và Học viện quân sự Nam Kinh tại Trung Quốc. Ông là một trong số ít cán bộ được học nhảy dù tại Học viện quân sự Nam Kinh.
Sau khi về nước, ông trở thành Tiểu đoàn trưởng Tiểu đoàn 9 thuộc Lữ đoàn 305, rồi Trợ lý tác chiến, phụ trách Phó trưởng Phòng Tác chiến của Chiến trường B5 (khu vực giới tuyến 17 và tỉnh Quảng Trị). Từ năm 1970, ông đảm nhiệm Trung đoàn phó và Trung đoàn trưởng Trung đoàn 27 thuộc Bộ tư lệnh B5. Năm 1972, ông đã chỉ huy Trung đoàn 27 tham gia vào Chiến dịch Trị Thiên. Lúc bấy giờ, thượng tướng Nguyễn Huy Hiệu vẫn là Tiểu đoàn trưởng Tiểu đoàn 3 thuộc Trung đoàn 27 dưới quyền Trung đoàn trưởng Phạm Minh Tâm.
Trong 8 năm từ 1972 đến 1980, ông lần lượt trải qua các chức vụ từ Phó tư lệnh kiêm Tham mưu trưởng đến Tư lệnh Sư đoàn 325, Tư lệnh Sư đoàn 968, Phó tư lệnh Quân đoàn 5 kiêm Chỉ huy phó Bộ chỉ huy Thống nhất tỉnh Lạng Sơn. Năm 1975, ông đã tham gia Chiến dịch Hồ Chí Minh với vai trò Sư đoàn trưởng Sư đoàn bộ binh 325. Liên tục giải phóng Thừa Thiên – Huế – Đà Nẵng, ông cùng Sư đoàn 325 đã tiến thẳng vào miền Nam Việt Nam.

### Sau 1975
Năm 1979, Quân đoàn 14 (sau này được biết đến với tên Binh đoàn Chi Lăng) được thành lập với nhiệm vụ chính là bảo vệ trọng điểm Lạng Sơn trong Chiến tranh biên giới Việt–Trung 1979. Trong khoảng thời gian này, Phạm Minh Tâm vẫn đang làm nhiệm vụ ở Lào thì bị gọi về nước đảm nhiệm Phó Tư lệnh Quân đoàn 14. Đến năm 1981 thì ông được bổ nhiệm làm Tư lệnh Quân đoàn. Năm 1985, ông trở thành Phó tư lệnh kiêm Tham mưu trưởng của Quân khu 1.
Tháng 3 năm 1990, Chủ tịch Hội đồng Bộ trưởng đã ký quyết định số 71/CT bổ nhiệm Trung tướng Phạm Minh Tâm giữ chức Phó tổng thanh tra Quân đội. Năm 1992, ông về hưu ở tuổi 62. Ngày 28 tháng 12 năm 2020, ông qua đời tại nhà riêng vì lên cơn đột quỵ, thọ 90 tuổi.

## Đời tư
Tướng Phạm Minh Tâm kết hôn với bà Võ Thị Mai. Sau khi về hưu, hai người chuyển đến sống tại Đà Nẵng. Khi ông vừa bị đột quỵ vào năm 2020, thượng tướng Nguyễn Huy Hiệu đã cử ngay một bác sĩ giỏi của Bệnh viện Trung ương Quân đội 108 cấp tốc vào Đà Nẵng chữa trị ban đầu cho ông. Nguyên Bí thư Lê Khả Phiêu, thượng tướng Nguyễn Khắc Nghiên – nguyên Tổng tham mưu trưởng Quân đội nhân dân Việt Nam, Đinh Thế Huynh – Ủy viên Bộ Chính trị, Thường trực Ban Bí thư Trung ương Đảng – cùng nhiều người từng là đồng đội hay cấp dưới của ông năm xưa cũng đến thăm ông khi có dịp.

## Khen thưởng
- Huân chương Quân công hạng Nhì, Ba;
- Huân chương Chiến công hạng Nhất, Nhì;
- Huân chương Kháng chiến chống Pháp hạng Nhất;
- Huân chương Kháng chiến chống Mỹ, cứu nước hạng Nhất;
- Huân chương Chiến thắng hạng Ba;
- Huân chương Chiến sĩ giải phóng hạng Nhất, Nhì, Ba;
- Huân chương Chiến sĩ vẻ vang hạng Nhất, Nhì, Ba;
- Huy chương Quân kỳ Quyết thắng.

## Lịch sử thụ phong quân hàm
| Năm thụ phong | 1969     | Tháng 9, 1972 | Tháng 9, 1973 | Tháng 2, 1977 | Tháng 2, 1983 | Tháng 4, 1989 |
| ------------- | -------- | ------------- | ------------- | ------------- | ------------- | ------------- |
| Cấp bậc       | Thiếu tá | Trung tá      | Thượng tá     | Đại tá        | Thiếu tướng   | Trung tướng   |